# Vladimir Bazarov
Vladimir Aleksandrovič Bazarov in russo: Владимир Александрович Базаров, nato Vladimir Aleksandrovič Rudnev, (Tula, 8 agosto 1874 – Mosca, 16 settembre 1939) è stato un giornalista, scrittore, filosofo, rivoluzionario marxista ed economista russo.

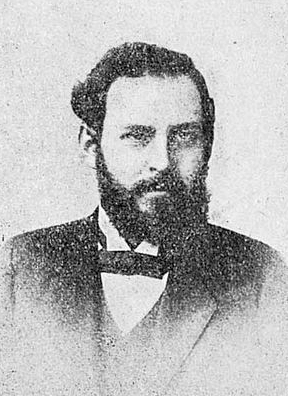
Vladimir Alexandrovich Bazarov, 1901

È ricordato soprattutto come un pioniere nello sviluppo della pianificazione economica nell'Unione Sovietica. Era uno dei machisti russi, come Lenin li chiamava, ed era un caro amico di Aleksandr Bogdanov.

## Biografia
Era nato l'8 agosto 1874 a Tula, nell'Impero russo.
Figlio di un medico, si iscrisse alla gimnazija classica di Tula (liceo) nel 1884 e si diplomò nella primavera del 1892.
Nell'autunno del 1892 si iscrisse alla facoltà di scienze naturali dell'Università di Mosca. Si impegnò nella politica rivoluzionaria nel 1896, attività che avrebbe portato alla sua espulsione da Mosca l'anno successivo. Adottò il cognome "Bazarov" prendendolo dallo pseudonimo di un personaggio comtiano positivista del romanzo Padri e figli di Turgenev. Successivamente, tornò a Tula, dove, insieme ad Aleksandr Bogdanov e Ivan Skvorcov-Stepanov, organizzò una scuola segreta per i lavoratori di Tula. Bogdanov risiedeva a casa del padre di Bazarov e incontrò sua moglie che lavorava per Aleksandr Rudenev. Il principio guida di questo gruppo era che il movimento operaio doveva essere guidato dagli stessi lavoratori, assistiti da membri istruiti dell'intellighenzia radicale.

## In esilio
Bazarov fu espulso da Tula nel 1899 ed emigrò in Germania, stabilendosi a Berlino. Nell'autunno del 1900, fu determinante nella creazione di un'organizzazione politica chiamata "Gruppo neutrale di socialdemocratici a Berlino". Questa organizzazione si dedicò ad aiutare a sanare la divisione tra l'Unione dei socialdemocratici russi all'estero, gli editori di Rabochee Delo (La causa dei lavoratori) e il Gruppo di emancipazione del lavoro, editore di Iskra (La scintilla). Secondo Bazarov, il gruppo di Berlino inviò rappresentanti a Ginevra nel tentativo di mediare una riconciliazione tra questi due gruppi di rivoluzionari marxisti. Il gruppo berlinese di Bazarov emise tre o quattro proclami politici prima di sciogliersi nell'estate del 1901.

## Ritorno in Russia

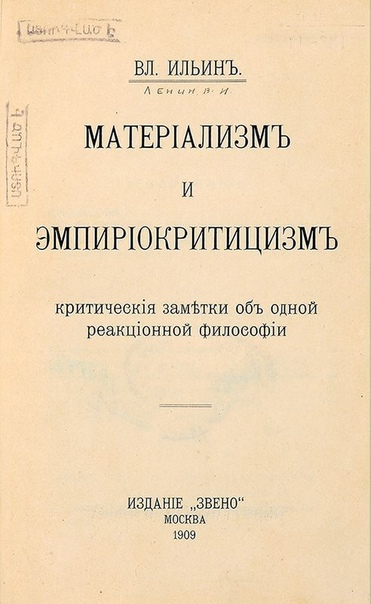
Copertina della prima edizione di Materialism and Empirio-Criticism: Critical Notes about One Reactionary Philosophy di Lenin, pubblicata nel 1909 contro Aleksandr Bogdanov, Nikolaj Valentinov, Vladimir Bazarov e i loro co-pensatori.

Nell'autunno del 1901, Bazarov tornò in Russia come membro del Comitato socialdemocratico di Mosca. Ben presto fu nuovamente arrestato per la sua attività politica, questa volta però per essere esiliato per tre anni in Siberia. Nel 1904, si unì alla fazione bolscevica del Partito laburista socialdemocratico russo (RSDLP), un'organizzazione guidata da Lenin. Ritornò a San Pietroburgo al termine del suo esilio e fu membro del comitato locale dei bolscevichi. Nel 1905-1907, scrisse ampiamente per la stampa del partito bolscevico, come membro del consiglio di redazione del quotidiano principale del gruppo, Rabochii mise  (La via dei lavoratori), e come membro della direzione clandestina del partito, il cosiddetto "Centro bolscevico". 
Nello stesso periodo si unì ai suoi vecchi compagni di Tula, Ivan Skvorcov-Stepanov e Aleksandr Bogdanov, nel ritradurre e pubblicare una nuova edizione, in lingua russa, dei tre volumi de Il Capitale di Karl Marx. Questa edizione del libro ottenne il riconoscimento come traduzione russa di base e venne ristampata per decenni in Unione Sovietica, anche se per motivi politici fu successivamente evitata qualsiasi menzione della partecipazione di Bazarov e Bogdanov alla traduzione. 
Bazarov si interessò anche alla filosofia durante il primo decennio del XX secolo, arrivando a rifiutare il materialismo dialettico formulaico di Marx a favore dell'uso del metodo scientifico per osservare e teorizzare il comportamento umano, concetto sposato dall'austriaco Ernst Mach e dal filosofo tedesco-svizzero Richard Avenarius. I sostenitori bolscevichi della "critica empirica" di Mach e Avenarius, compresi Bazarov, Bogdanov e Nikolaj Valentinov, furono presto oggetto di un'aspra polemica, da parte di Lenin, nel libro del 1909, Materialismo ed empiriocriticismo. Questa disputa creò una spaccatura con Lenin. Nel maggio 1908, Bazarov e Bogdanov erano a Capri, ospiti dello scrittore Maksim Gor'kij, che convinse Lenin a unirsi a loro, nella speranza di mediare una riconciliazione, ma il tentativo fallì. Lenin disse loro: "Dovremo semplicemente separarci per due o tre anni". Bazarov continuò ad essere un marxista attivo, senza essere membro di nessuna delle fazioni rivali, bolscevichi o menscevichi.
Nel 1911, Bazarov fu nuovamente arrestato e nuovamente deportato, questa volta per tre anni ad Astrachan'. Nel novembre 1912, Bazarov si unì a Bogdanov, Anatolij Lunačarskij, Gor'kij e Lenin, scrivendo per un nuovo giornale a San Pietroburgo chiamato Pravda.

## Prima guerra mondiale
Durante gli anni della prima guerra mondiale, Bazarov scrisse per varie pubblicazioni radicali, tra cui il quotidiano radicale di Gor'kij, Novaja žizn' (Nuova vita).

### Dopo la rivoluzione del 1917
Dopo la rivoluzione d'ottobre del 1917, Bazarov si trasferì a Charkiv in Ucraina, dove scrisse per varie pubblicazioni mensceviche. Nel 1919 pubblicò Na puti k socializmu (Charkov, 1919), per il quale fu attaccato da Bucharin, che vedeva lui e Bogdanov come parte di un'opposizione combinata che sposava una teoria di una "degenerazione burocratica (la burocrazia tecnico-intellettuale, la casta "organizzatrice")".
Nel 1922, Bazarov entrò a far parte del Gosplan (|Commissione statale per la pianificazione), dove incontrò Vladimir Groman, con il quale avrebbe lavorato a stretto contatto per il quinquennio successivo. Bazarov e Groman lavorarono insieme sviluppando le basi della pianificazione industriale sovietica per il successivo mezzo secolo. Il 21 novembre 1923, Groman presentò al Presidium del Gosplan un documento intitolato "Problemi di pianificazione dell'economia nazionale nel suo insieme", in cui Bazarov sosteneva che l'adozione dell'economia mista della Nuova politica economica, in realtà aveva accentuato, piuttosto che attenuare, la necessità di una pianificazione economica centrale.
Insieme a Groman, fu influente nello sviluppo dell'idea che un tasso di crescita decrescente fosse un segno distintivo di economie come quella dell'Unione Sovietica che erano in fase di ripresa. Sebbene in retrospettiva l'osservazione sembri ovvia, la "teoria della curva di livellamento", sostenuta da Groman e Bazarov, postulava che un'economia con riserve sostanziali di capacità inattive mostrerebbe inizialmente un ritmo di crescita straordinariamente rapido, man mano che il capitale produttivo sarebbe tornato in uso, e questo tasso diminuiva man mano che l'impianto disponibile si avvicina alla piena capacità.
Nel 1924 Bazarov pubblicò un opuscolo intitolato Verso una metodologia per la pianificazione strategica in cui ampliava ulteriormente le sue idee sullo sviluppo delle procedure di pianificazione centrale mentre l'economia sovietica passava dalla ripresa all'espansione. Bazarov rimase convinto che la direzione centrale degli investimenti economici avrebbe fornito l'impulso per una crescita economica accelerata, parlando nel 1926 della "speranza di superare nel nostro sviluppo i paesi avanzati del mondo capitalista".
Bazarov era un convinto sostenitore dell'utilizzo di incentivi materiali per motivare i contadini ad espandere la produzione agricola, dichiarando all'inizio del 1927 che "solo fornendo ampiamente ai villaggi buoni prodotti industriali a prezzi molto bassi possiamo creare un vero impulso allo sviluppo della nostra agricoltura..." Sulla scia del debole marketing agricolo da parte dei contadini, nel 1927 e 1928, i leader politici sovietici si mossero in un'altra direzione, tornando ai metodi di requisizione coercitiva usati per la prima volta durante il primo periodo del Comunismo di guerra prima di passare a una spinta radicale per la completa collettivizzazione dell'agricoltura alla fine del decennio.
Bazarov, nell'apparato di pianificazione sovietico, sostenne un tasso di crescita razionale. In risposta a un progetto di piano quinquennale preparato dal Consiglio supremo dell'economia nazionale (VSNCh) che postulava una crescita industriale del 135% nel corso dei cinque anni economici dal 1927/1928 al 1932/1933, Bazarov ritenne le possibilità a lungo termine "affascinanti" e "incantevole". Tuttavia, un tale ritmo fu presto liquidato come inadeguato da coloro che avevano visioni più estreme e Bazarov fu aspramente criticato per il pessimismo nel sottovalutare "i vantaggi insiti nel sistema sovietico". Alla fine fu approvata una crescita del 179% nel quinquennio e Bazarov, Groman e altri che avevano opinioni simili a favore di un tasso meno drastico di accumulazione di capitale furono messi da parte.

### Processo menscevico del 1931
Bazarov fu arrestato dalla polizia segreta sovietica durante l'estate del 1930. Al suo interrogatorio, del 15 agosto 1930, firmò una deposizione in cui riconosceva la sua partecipazione a un gruppo con altri economisti che erano stati arrestati e interrogati dalla GPU, compreso il suo amico e collega Groman e l'ex membro del Partito socialista rivoluzionario Nikolaj Dmitrievič Kondrat'ev.
Nel 1931 si tenne il processo accusando i "menscevichi" dell'apparato di pianificazione statale di "distruggere" l'industria sovietica attraverso la fissazione di obiettivi di pianificazione artificialmente bassi. Sebbene Bazarov non fosse presente al banco degli imputati, il suo socio Groman lo era. Groman rese pubblica testimonianza che lui e Bazarov erano a capo di un gruppo controrivoluzionario al Gosplan, presumibilmente organizzato nel 1923, che tentò di "influenzare la politica economica delle autorità sovietiche in modo da mantenere la posizione del 1923-1925". 
 Lo storico Naum Jasny ha ipotizzato che mancata presenza di Bazarov come imputato in questo importante processo pubblico fosse probabilmente un riflesso del fatto che "la GPU non era riuscita a distruggerlo abbastanza completamente da renderlo un membro desiderabile del processo".
Sebbene escluso dal processo pubblico, Bazarov venne processato in segreto e condannato a una pena detentiva per le sue presunte attività di demolizione. Una lettera del dicembre 1931 dall'URSS pubblicata sulla rivista menscevica Socialističeskij vestnik riferì che Bazarov era detenuto in quel momento in un "isolatore" politico a Jaroslavl'.

### Morte ed eredità
Bazarov morì il 16 settembre 1939 a Mosca. Aveva 65 anni al momento della sua morte.
Nel 1999 è stata pubblicata in Russia una raccolta in due volumi di documenti relativi al processo menscevico del 1931. Era incluso il testo di diverse deposizioni manoscritte dell'interrogatorio durante il processo, raccolte da Bazarov nell'estate del 1930.

## Opere

### In russo
- "Авторитарная метафизика и автономная личность", nella raccolta Очерки реалистического мировоззрения), 1904.
- «Анархический коммунизм и марксизм». 1906.
- «На два фронта». 1910.
- На пути к социализму: Сборник статей. Char'kov, Prosvieščenie, 1919.
- "«Ножницы» и плановое хозяйство". Экономическое обозрение, 1923, № 10.
- "К методологии перспективного планирования".
- "К вопросу о хозяйственном плане.". Экономическое обозрение, 1924, № 6.
- "Темп накопления и «командные высоты»". Экономическое обозрение, 1924, № 9-10.
- "О методологии построения перспективных планов.". Плановое хозяйство, 1926, № 7.
- "Кривые развития» капиталистического и советского хозяйства.". Плановое хозяйство, 1926, № 4.
- Использование бюджетных данных для построения структуры городского спроса в перспективе генерального плана, 1927.

### Le traduzioni di Bazarov in russo
- Karl Marx, Das Kapital. con I.I. Skvorcov-Stepanov, 1905-07.
- Очерки по истории Германии в XIX веке. Т. 1. Происхождение современной Германии. con I.I. Skvorcov-Stepanov. St. Petersburg, 1906.
- Science and Religion in Contemporary Philosophy di Émile Boutroux con una prefazione del traduttore, San Pietroburgo, Šipovnik, 1910).
- Элементы философии биологии 1911 by Félix Le Dantec (Elements de philosophie biologique)[26]p. 106

### Traduzioni di Bazarov in inglese
- What is needed for socialism?, Novaja Žizn', No. 190/184, 1/14 December 1917, p. 1;